# 後變速盤
自行車齒輪組（cogset或cluster）是自行車的裝置，由後車輪輪轂和後變速盤組成，可以在踏板不動時，使後輪自由運轉。自行車齒輪組與後方的變速器組成傳動系統，以實現不同的齒比。自行車齒輪組可分兩種，分別為卡帶式或飛輪式，其中以前者較為新式。雖然兩者功能相同，外型類似，但兩者的機械結構不同，並不能互相替換。

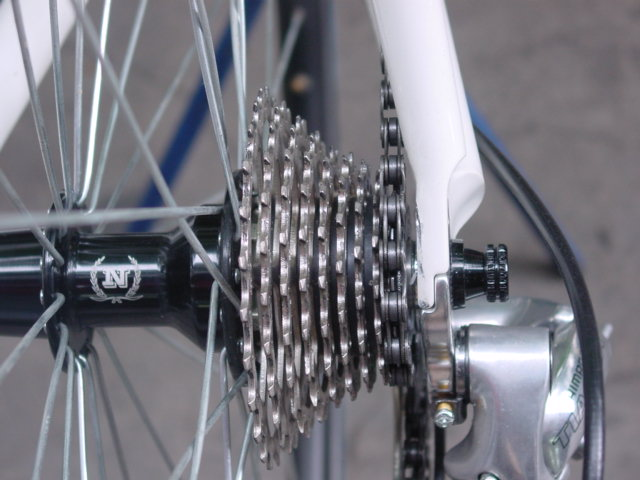
这是一个用于公路自行车的後變速盤，由9级變速輪组成。

## 後變速盤
在运动型自行车中，包括公路自行车和山地自行车，後變速盤并非单一齿轮，通常都是由许多片叠成。每个變速輪的大小不同，其齿数也不相同，这样在传动中，配合牙盘就可以实现不同的档位（即不同的齿比）。
普通的後變速盤是由钢制成。高档的为了追求轻量化和更高的强度，通常用一些新型而昂贵的材料，比如钛合金；同时采用镂空设计，进一步减轻其重量。